# Tekadi
Tekadi là một thị trấn thống kê (census town) của quận Nagpur thuộc bang Maharashtra, Ấn Độ.

## Nhân khẩu
Theo điều tra dân số năm 2001 của Ấn Độ, Tekadi có dân số 17.179 người. Phái nam chiếm 53% tổng số dân và phái nữ chiếm 47%. Tekadi có tỷ lệ 74% biết đọc biết viết, cao hơn tỷ lệ trung bình toàn quốc là 59,5%: tỷ lệ cho phái nam là 80%, và tỷ lệ cho phái nữ là 68%. Tại Tekadi, 11% dân số nhỏ hơn 6 tuổi.